# Philipp Lienhart
Philipp Lienhart (født 11. juli 1996) er en østrigsk professionel fodboldspiller, som spiller for Bundesliga-klubben SC Freiburg og Østrigs landshold.

## Klubkarriere

### Rapid Wien
Lienhart begyndte sin karriere hos Rapid Wien, og gjorde i 2013 sin debut for reserveholdet.

### Real Madrid
Efter at have imponeret hos Rapid Wiens reserve- og ungdomshold, blev Lienhart i august 2014 udlånt til Real Madrid Castilla. Real Madrid valgte at gøre aftalen permanent i juli 2015.
Lienhart fortsatte med at være en del af reserveholdet over de næste sæsoner. Lienhart fik sin debut for Real Madrids førstehold den 2. december 2015 i en Copa del Rey-kamp imod Cádiz CF, hvilke også ville blive den eneste gang han spillede for førsteholdet.

### SC Freiburg
Lienhart blev lånt til Freiburg i juli 2017. Efter at have imponeret i sin debutsæson, skiftede Lienhart fast til klubben i juni 2018.

## Landsholdskarriere

### Ungdomslandshold
Lienhart har repræsenteret Østrig på flere ungdomsniveauer.

### Seniorlandshold
Lienhart debuterede for seniorlandsholdet den 9. oktober 2017.